# Anticristianismo

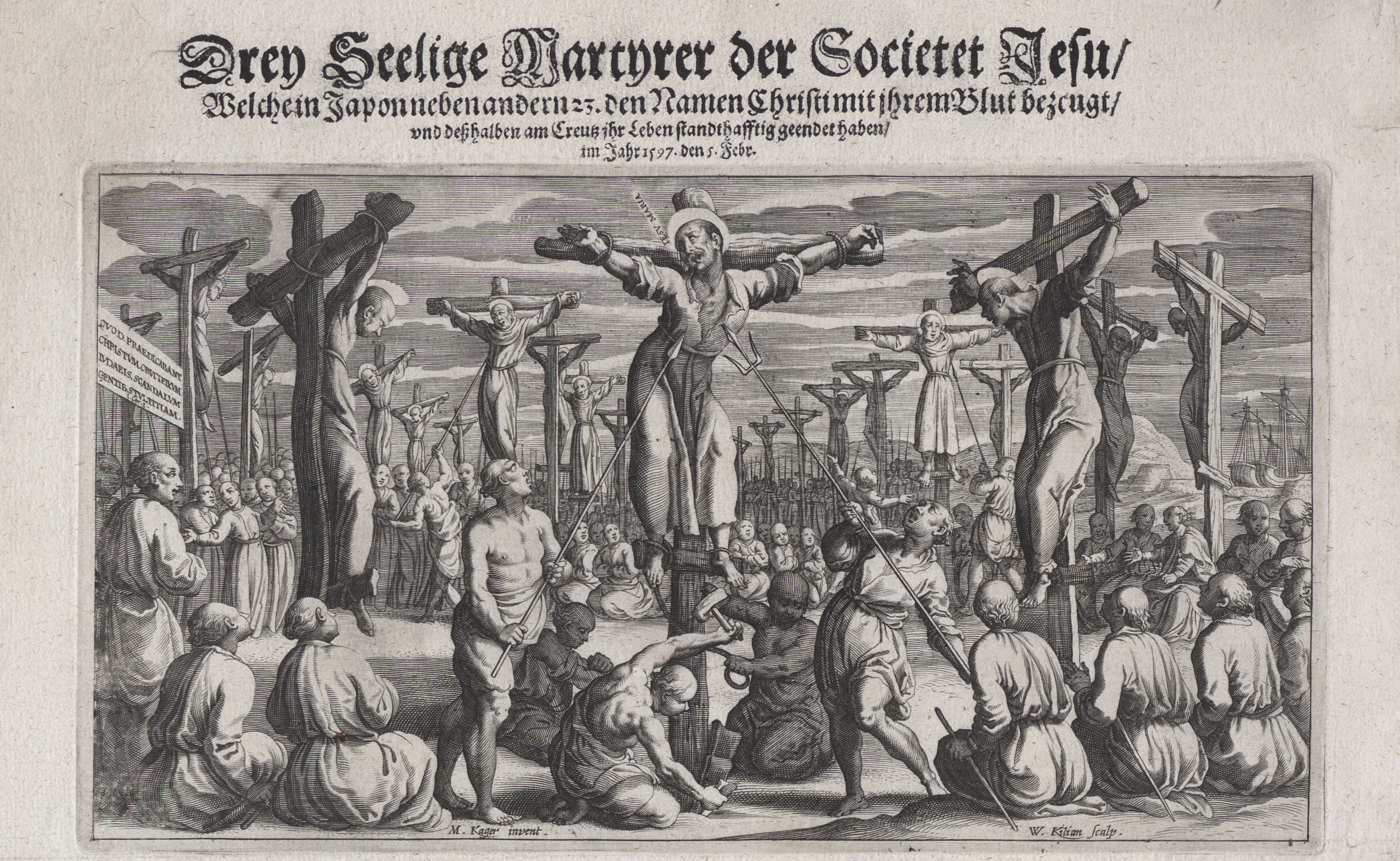
Grabado sobre la ejecución por crucifixión de los 26 mártires católicos de Nagasaki en 1597, en el contexto de las persecuciones contra los kirishitan japoneses.

La cristianofobia, cristofobia o anticristianismo es un sentimiento de hostilidad hacia el cristianismo y, por extensión, hacia los cristianos o a la práctica del cristianismo. Esta actitud ha llevado a la comisión de numerosos crímenes y actitudes discriminatorias contra los cristianos.
Puede manifestarse en cualquier forma de discriminación o intolerancia dirigida a los cristianos, incluidas las restricciones en su libertad de expresión o incluso la persecución religiosa. También puede manifestarse en forma de profanaciones de objetos o lugares relacionados con su fe.

## Concepto
Cristianofobia es un neologismo formado por los términos cristiano y phobos, que significa miedo irracional.  El término fue utilizado por primera vez por el profesor judío Joseph Weiler. Fue introducido en las instituciones internacionales en diciembre de 2004, después de que el Parlamento europeo rechazara la candidatura a comisario europeo del parlamentario católico italiano Rocco Buttiglione.
Cabe diferenciar entre la cristianofobia y el rechazo a denominaciones concretas del cristianismo, como el anticatolicismo. Este último puede darse entre diferentes denominaciones del cristianismo, dando lugar en ocasiones a violencia sectaria entre cristianos.
Antonio Socci estimó que alrededor de 70 000 000 de cristianos fueron asesinados por su fe en dos milenios, de los cuales 45 500 000 (es decir, 65 % del total) fueron asesinados en el siglo XX. Los datos de Socci, sin embargo, han sido cuestionados por distintos estudiosos quienes apuntan a que las cifras dadas por Socci son un cálculo personal, que no diferencia entre aquellos perseguidos por razones políticas y aquellos que lo fueron por razones religiosas. Socci se basó, en gran medida, en la World Christian Encyclopedia, de Oxford University Press.
En un artículo publicado en Newsweek, la activista Ayaan Hirsi Ali denunció el aumento de los casos de violencia contra los cristianos, junto con otras minorías, en los países islámicos. La ONG Puertas Abiertas, dedicada a los cristianos víctimas de persecución, publica todos los años un mapa con los 50 países del mundo con más persecución contra los cristianos. En el año 2014 solo un país se encontraba en el grado de "persecución absoluta" (Corea del Norte) y en 2015 esa cifra aumentó a dos países más, sumándose Irak y Somalia.

## Actuaciones cristianofóbicas
Entre las actuaciones de discriminación o persecución contra los cristianos están la prohibición en diversos contextos de la exhibición de signos religiosos cristianos y la de construir iglesias cristianas en numerosos países, principalmente en los de mayoría islámica (Arabia Saudita, Marruecos,...), lo que constituye una violación de los Derechos Humanos.
La persecución que sufren las personas que se convierten al cristianismo, que en muchos países implica penas físicas (flagelación), pena de prisión y pena de muerte.
En muchos países, principalmente en los de mayoría islámica, se prohíbe incluso la posesión de la Biblia o el rezo cristiano en privado.
Negación del derecho a la libertad de educación: cuando los padres no tienen la posibilidad de que sus hijos no sean sometidos a enseñanzas en la educación pública que van contra sus creencias, como sucede, por ejemplo, en el caso de los niños cristianos turcos que se ven obligados a participar en la educación religiosa musulmana.
Ataques a los símbolos cristianos, por ejemplo los de la Navidad (como retirar árboles de Navidad o nacimientos). 
Oposición agresiva contra los cristianos en sus manifestaciones públicas, por ejemplo, las duras manifestaciones contra el Christival (un festival cristiano) en Alemania, o las manifestaciones agresivas contra las actividades favorables a la vida cristiana.
Otra manifestación de cristianofobia consiste en presentar la información de forma tendenciosa, presentando y generalizando como característico de todos las iglesias y sectas cristianas prácticas que ocurrieron en el pasado o que solamente ocurren en algunas sectas.

## Anticristianismo por país

### Anticristianismo en África
En África el anticristianismo se da por parte de las mayorías musulmanas, que ejercen numerosos tipos de violencia contra los cristianos, desde quema de iglesias, hasta eliminación de poblados de mayoría cristiana, violación de menores y mujeres, tortura, asesinatos y toda clase de vejaciones.[cita requerida]

#### Marruecos
La iglesia marroquí no siempre es reconocida por las autoridades, pero las iglesias formadas por inmigrantes sí, aunque se les imponen ciertas restricciones así como a las pequeñas comunidades católicas tradicionales. La constitución protege la libertad de religión, pero hay restricciones prácticas a la hora de ejercer esta libertad. De hecho, no está permitida la predicación cristiana.

#### Egipto
La gran minoría copta se ha tolerado a causa de su presencia histórica y sus dimensiones demográficas. Sin embargo, en los últimos años esta tolerancia se ha debilitado hasta el extremo de que las comunidades cristianas históricas se conviertan en blancos del radicalismo islámico. Hay un pequeño pero creciente grupo de conversos cristianos MCC (musulmanes convertidos al Cristianismo) que soportan la mayor parte de la persecución, a menudo de sus familiares.

#### Somalia
Es uno de los países donde más se persigue a los cristianos. Muchos grupos radicales islámicos actúan contra las minorías cristianas.

#### Kenia
Una de las regiones con una mayor radicalización en la población musulmana son las áreas costeras y del norte de Kenia. Los ataques de Al-Shabaab mataron a 28 cristianos en un autobús de Mandera el 22 de noviembre de 2014. Otros 36 cristianos de Mandera que trabajaban en una cantera murieron en un ataque el 2 de diciembre de 2014, hecho que se repitió el 7 de julio de 2015 cuando murieron otros 14 trabajadores. En noviembre de 2014, milicianos del grupo terroristas somalí atacaron un autobús que iba de Mandera a Nairobi y mataron a 28 personas después de hacer bajar del vehículo a los cristianos y perdonar la vida a los musulmanes. La matanza en la Universidad de Garissa el 2 de abril de 2015 se saldó con la vida de 147 estudiantes cristianos. La mayoría de estas matanzas fueron al estilo de ejecuciones y apuntaban específicamente a los cristianos, separándoles de los musulmanes. 

#### Nigeria
A partir de 2014, ha sido noticia internacional la brutalidad criminal de las milicias islámicas radicales de Boko Haram. El Director de la unidad de la Lista Mundial de la Persecución, Frans Veerman, explica que, incluso sin contar a Boko Haram, "aún quedarían los pastores de la etnia Hausa-Fulani que cometen regularmente atrocidades contra granjeros locales cristianos en los estados del ‘cinturón de Nigeria’". De los más de 4000 cristianos asesinados en Nigeria, 2500 se atribuyen a Boko Haram y más de 1500 a los pastores Fulani. Solo en el estado de Taraba, se estima que unos 30000 cristianos han sido forzados violentamente a refugiarse en zonas menos inseguras. Estos son los resultados de la investigación de los hechos sobre el terreno, pero los investigadores estiman que sus datos solo cubren el 50% de las atrocidades cometidas. Esto constituye, sin duda alguna, una limpieza étnica basada en la pertenencia religiosa o, lo que es lo mismo, un genocidio anticristiano.

### Anticristianismo en América

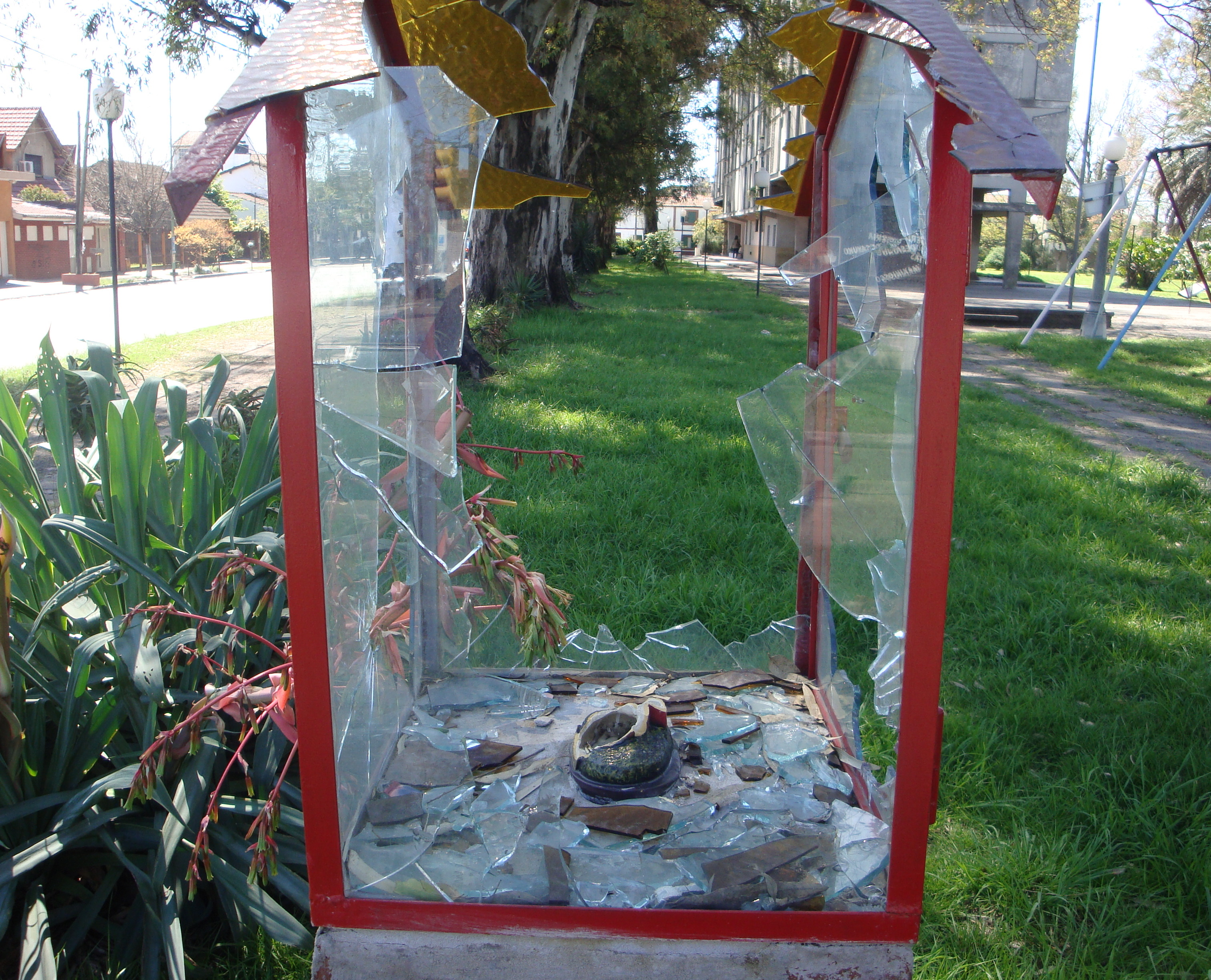
Imagen religiosa en la vía pública destruida y robada.

#### Estados Unidos
Cristianos de varias denominaciones, incluyendo figuras controvertidas como Ann Coulter y Jerry Falwell, creen que la sociedad y gobierno norteamericanos discriminan a los cristianos, ya que perciben un incremento en la secularización en la naturaleza de la sociedad estadounidense y una minimización de las tradiciones cristianas como la llamada controversia cristiana que supone la guerra contra la Navidad, popularizada por Bill O'Reilly.
Los cristianos suelen ser acusados por los movimientos sociales progresistas de ser intolerantes y promotores del odio,[cita requerida] al oponerse al control de la natalidad, la separación Iglesia-Estado y el reconocimiento de derechos de las personas homosexuales. Entre los argumentos de este último punto figura la negativa por parte de la Santa Sede a apoyar una resolución de las Naciones Unidas sobre la despenalización mundial de la homosexualidad. El representante de la Santa Sede defendió su postura alegando que la resolución "pondría en la picota a los países que no consideran matrimonio las uniones homosexuales".

#### Venezuela
A pesar de ser históricamente un país religioso de mayoría católica, luego de la instauración del Socialismo del Siglo XXI en 1999, se produjo un aumento de secularización en la sociedad venezolana, producto de esto se han cometido en los últimos años constantes ataques de los simpatizantes del gobierno contra monumentos y templos cristianos, tales como asedios y robos.
Fuera de actos delictivos cometidos por antisociales anarquistas o comunistas, está el caso de la constante hostigación de la santería contra los panteones y templos cristianos, realizándose profanaciones y dándose el caso de robo masivo de cadáveres en años posteriores a la elección de Nicolás Maduro.
También es destacable la tensión constante en las últimas décadas debido a la disidencia política entre la Iglesia Venezolana y el gobierno socialista.

### Anticristianismo en Asia

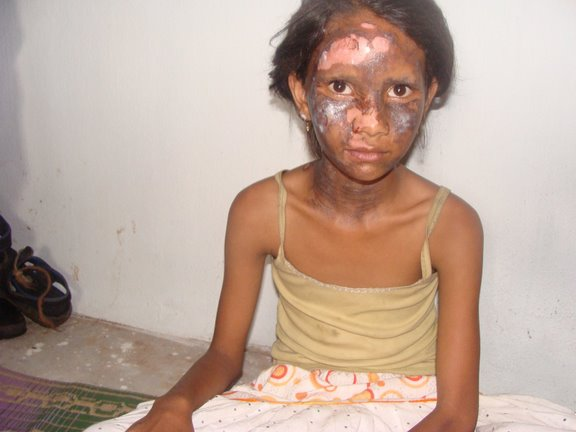
Una muchacha cristiana, golpeada y quemada por nacionalistas hindúes durante los actos de violencia anticristiana desatados en el estado de Orissa en agosto de 2008, en los que se dañaron o destruyeron unas 1400 casas de cristianos y más de 80 lugares de trabajo. Las quemaduras de la muchacha fueron el resultado del estallido de una bomba arrojada dentro de su casa por los extremistas hindúes.

#### Pakistán
Los niveles de presión contra los cristianos son altos en todas las esferas de la vida. La persecución no proviene tanto del Estado como de los grupos radicales islámicos ante la inoperatividad del Estado. La cristianofobia criminal alcanzó su clímax en un doble atentado con bomba en dos iglesias de Lahore el 15 de marzo de 2015, dejando 25 muertos y decenas de heridos. Esta violencia abierta esconde a su vez el abuso diario de niñas cristianas, frecuentemente raptadas, violadas y forzadas a casarse y convertirse al islam. Los 3,8 millones de cristianos del país se sienten cada vez más amenazados en su vida diaria.

#### República Popular China
El cristianismo fue rechazado en China desde el momento en que el catolicismo prohibía a los chinos el culto a Confucio y la veneración por los parientes fallecidos que proceden ya desde tiempos del emperador Kangxi en la Dinastía Qing. Hoy en día se encuentra muy controlado por el gobierno.

#### Japón
Tras la llegada del jesuita Francisco Javier a Kagoshima, el 15 de agosto de 1549, empiezan los contactos más importantes con el budismo y sintoísmo imperante en las islas niponas. La negativa del cristianismo a mezclarse con las otras religiones provocó en 1587 el inicio de la persecución de los cerca de 300.000 cristianos conversos, apoyada decididamente por los shogunes Ieyasu, Hidetada y Iemitsu, entre otros.
En 1639, Japón adoptó una política de aislacionismo (Sakoku), que permaneció en vigor durante más de 200 años, hasta el desembarco del comodoro Matthew Perry, en 1853. Durante el Sakoku, los cristianos en Japón vivieron su religión de forma clandestina. En 1856 se desata la tercera persecución Urakami contra los cristianos clandestinos. Finalmente, en 1858 el gobierno japonés reconoció la libertad religiosa, pero solo para los extranjeros residentes.[cita requerida]
En la actualidad, Japón garantiza el respeto y libertad religiosa del cristianismo y las demás religiones, no se han reportado más casos de violencia desde entonces.

#### Corea del Norte
El Balance 2005 sobre la libertad religiosa en el mundo ha denunciado la desaparición de casi 300 000 cristianos desde el cierre, hace cincuenta años, de las fronteras. Según este informe, Corea del Norte es el país que actualmente más persigue a los cristianos, dándose casos de ejecuciones públicas, encierros en campos de concentración y tortura por profesar el cristianismo tanto pública como privadamente.

### Anticristianismo en Oriente Próximo

#### Israel

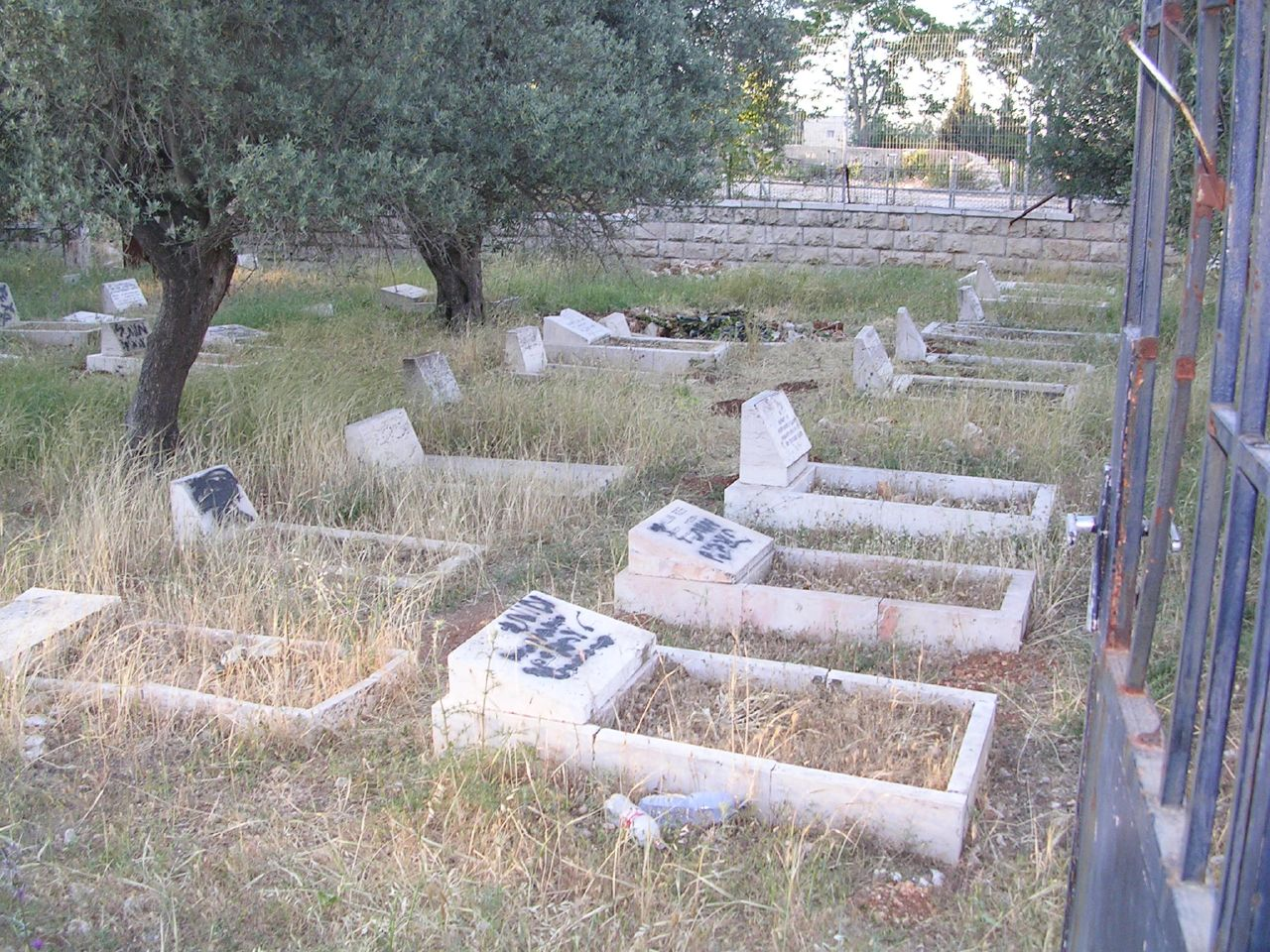
Tumba cristiana vandalizada en Belén. El texto en idioma hebreo dice «Muerte a los árabes».

El judaísmo tradicionalmente ha tenido una visión muy negativa de la predicación cristiana. Los primeros cristianos fueron perseguidos por el Sanedrín y la secta farisea. El perseguidor más conocido fue Pablo de Tarso, convertido al cristianismo debido a un encuentro con Jesús según la narración bíblica de Hechos 9. Desde la formación del estado judío, las comunidades ortodoxas han estado en el punto de mira debido al negativo estereotipo y rechazo de las minorías cristianas en la región, lo que incluye actos violentos contra misioneros cristianos.

#### Arabia Saudita
Arabia Saudita es una teocracia islamista y absolutista; algunas de las restricciones incluyen:
- La prohibición de biblias.[34]
- Prohibición de iglesias y servicios religiosos en general. El rezo cristiano no puede hacerse ni tan siquiera en privado.[35]

#### Siria
La guerra civil siria comenzada en 2011 ha conllevado la secuela de que Siria sea catalogada como uno de los países donde más se persigue a los cristianos, al igual que a las minorías étnicas.[cita requerida]

## Cristianos conversos
Los cristianos conversos que antes fueron musulmanes —al igual que el resto de apóstatas de dicha religión— suelen encontrar grandes dificultades para expresar públicamente su nuevo credo religioso, conllevando en ciertos países musulmanes penas de prisión e incluso, a fecha de 2014 en hasta trece de ellos, de muerte.

## Respuestas a la cristianofobia

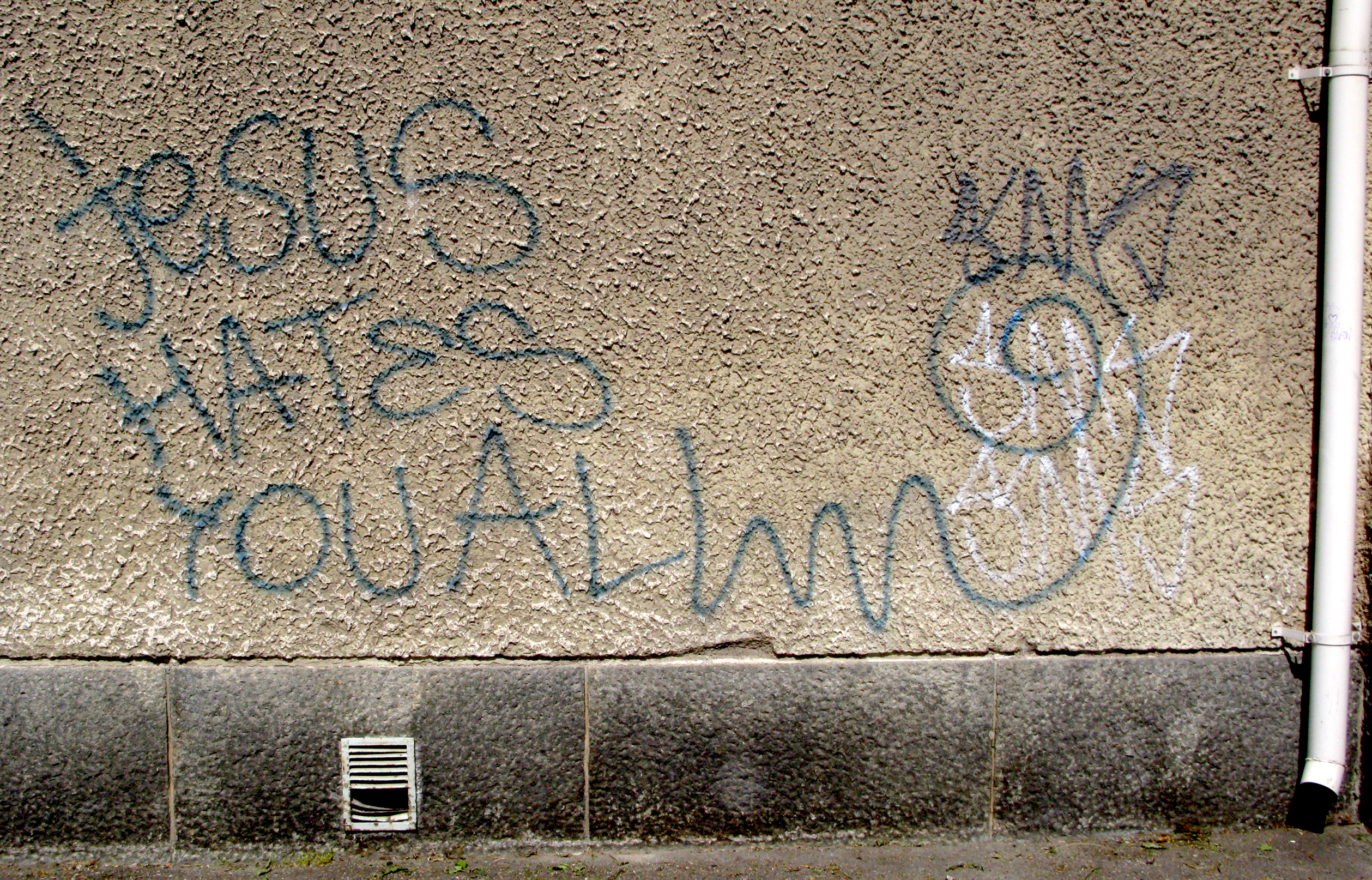
Grafiti anticristiano en Tampere, Finlandia.

El sociólogo italiano Massimo Introvigne fue nombrado representante de la Organización para la Seguridad y la Cooperación en Europa (OSCE) para la lucha contra la intolerancia y la discriminación contra los cristianos. El martes 25 de enero de 2011 se dirigió al Consejo de Europa en Estrasburgo sobre el tema: "Persecución de los cristianos de Oriente, ¿qué respuesta da Europa? En esa misma intervención, propuso una Jornada europea de mártirs cristianos en recuerdo de todos los cristianos muertos por el odio hacia la fe y de la Iglesia. 

La intolerancia y persecución contra los cristianos no están suficientemente introducidas en las conciencias, ¿está declarado. Tres cuartas partes de los casos de persecución religiosa en el mundo se refieren a los cristianos, pero son pocos los que saben.

El representante de la OSCE se refirió al gran acontecimiento ecuménico del Coliseo organizado por Juan Pablo II el 7 de mayo de 2000, con sus ocho "estaciones" recordando los principales grupos de mártires cristianos de nuestro tiempo: las víctimas del totalitarismo soviético, del comunismo en otros países, del nazismo, del ultra-fundamentalismo islámico, los nacionalismos religiosos violentos en Asia, del odio tribal y anti-misionero, del laicismo agresivo y de la delincuencia organizada. Ese día sería, cada año, la oportunidad de un "examen de conciencia colectivo" y, para Europa, de interesarse más en la situación de las minorías cristianas y de su protección en diversos países. 

No se trata de competir con el Día del Holocausto para una lucha eficaz contra el antisemitismo, que es un éxito también en las escuelas, es preciso, sino proponer una herramienta similar para recordar a todos esos mártires, un término que significa "testigos", de la persecución y la intolerancia contra los cristianos.